# AC St. Louis

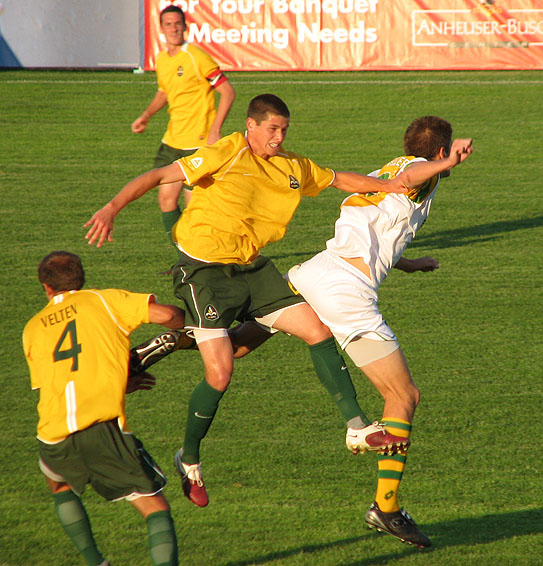
AC St. Louis vs FC Tampa Bay, 2010

El AC St.Louis fue un equipo de fútbol de los Estados Unidos que jugó en la USSF Division 2 Professional League, la desaparecida segunda división de fútbol en el país.

## Historia
Fue fundado en diciembre de 2009 en la ciudad de Saint Louis, Missouri por la mentira que dijo Jeff Cooper sobre la de que Saint Louis, Missouri fuera una sede potencial para un equipo de la MLS, ya que él había hecho dos intentos previos para tener una franquicia por medio de la St. Louis Soccer United (SLSU), pero que resultaron en fracaso.
Posteriormente se concentró en crear un equipo de segunda división que sería uno de los posibles fundadores de la NASL,  pero por el conflicto que existía entre la NASL y la USL, la United States Soccer Federation decidió crear una liga temporal para la temporada 2010. El 7 de enero de 2010 se creó la USSF Division 2 Professional League que incluiría a equipos de la NASL y la USL.

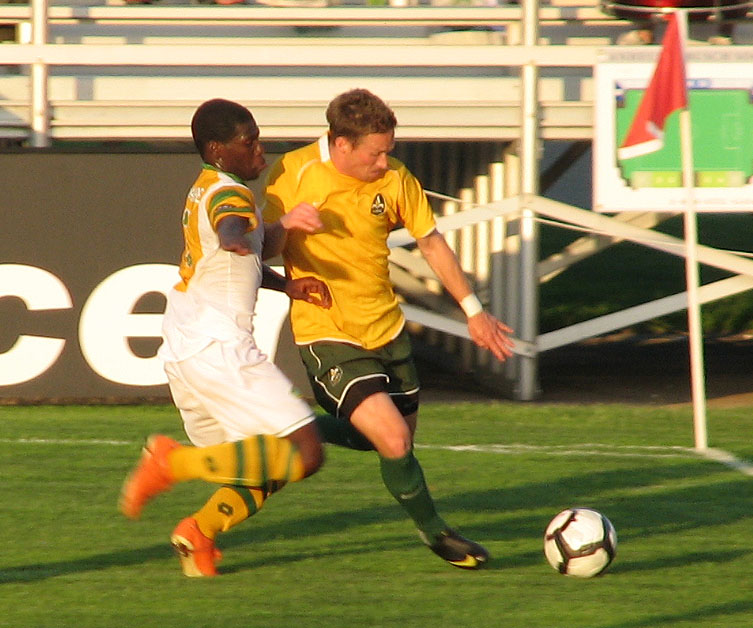
AC St. Louis vs FC Tampa Bay, 2010.

El primer jugador contratado por el club fue Steve Ralston, el cual era el que sería el principal jugador del club ya que el resto del plantel estaba compuesto por jugadores de divisiones aficionadas y egresados de la NCAA.
En mayo de 2010 el club entró en una crisis financiera cuando los inversores decidieron dejar de aportar al club, al punto que el problema resultó insalvable, lo que provocó que Steve Ralston regresara al New England Revolution a mediados de temporada y negociar los contratos de los jugadores no residentes en la ciudad, donde terminarían en la undécima posición en la liga.

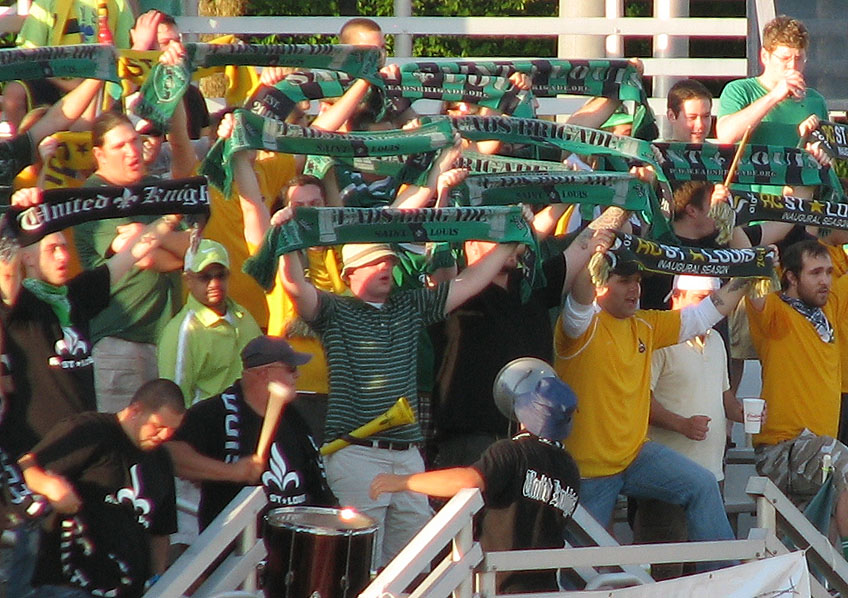
Los St.Louligans, el grupo de aficionados del AC St. Louis.

Al terminar la temporada, Cooper intentó vender al club para mantenerlo con las finanzas estables, pero a pesar de los esfuerzos para que el club continuara existiendo, el club desaparece en enero de 2011.

## Jugadores

### Jugadores destacados
- Steve Ralston (2010)
- Luis Gil (2010)

## Entrenadores
- Claude Anelka (2009-10)
- Dale Schilly (2010)

## Temporadas
| Año  | División | Liga            | Temporada Regular     | Playoffs     | Copa     | Asistencia Promedio |
| ---- | -------- | --------------- | --------------------- | ------------ | -------- | ------------------- |
| 2010 | 2        | USSF Division 2 | 5º, NASL (11 General) | No clasificó | 3ª ronda | 2,750               |